# Karl Fuchs (Theologe)
Georg Friedrich Karl Theodor Fuchs (* 11. März 1827 in Hanau; † 8. Dezember 1903 in Fulda) war ein deutscher evangelischer Theologe und Generalsuperintendent.

## Leben
Karl Fuchs wurde als Sohn des Obergerichtsrats Theodor Fuchs und dessen Ehefrau Antoinette Reul geboren und wurde nach dem Studium der Theologie an den Universitäten in Halle (Saale) und Marburg 1852 zunächst Pfarrgehilfe an der Hanauer Marienkirche, wo er bis 1863 blieb und als Pfarrer und ab 1854 zugleich als Religionslehrer am Gymnasium Hanau tätig wurde. Von 1862 an war er geistliches Mitglied des Konsistoriums und kam 1863 zur Hanauer Johanneskirche, wo er bis 1873 eingesetzt war und die Stelle des ersten Pfarrers innehatte. Im Gesamtkonsistorium Hanau wurde er 1873 Konsistorialrat und 1887 Generalsuperintendent der unierten Kirchengemeinschaft im Bezirk Kassel.
In einem Hirtenbrief zur Karwoche 1893 warnte Fuchs gemeinsam mit den Generalsuperintendenten Wilhelm Lohr (1839–1906) und Ludwig Werner (1835–1915) vor der Ergebnissen historisch-kritischer Arbeit und bezeichnete die Lehre der beiden Marburger Theologen Wilhelm Herrmann und Ernst Christian Achelis für zukünftige Pfarrer als unannehmbar.
Zum 1. Oktober 1897 wurde Fuchs in den Ruhestand verabschiedet.

### Familie
Fuchs heiratete am 5. Juli 1857 in Hochstadt Maria Elisabeth Pauli (1836–1871), mit der er zwei Töchter und zwei Söhne, darunter Karl Jakob Theodor (Generalsuperintendent, * 16. September 1867 in Hanau, † 15. März 1940 in Kassel) hatte.
Mit seiner zweiten Frau Ida Pauli, Schwester der Maria Elisabeth Pauli, hatte er zwei Töchter und einen Sohn.

### Auszeichnungen
- 1892 Ehrendoktorwürde der Universität Marburg